# 靱公園
靱公園（うつぼこうえん）は、大阪府大阪市西区靱本町にある都市公園（総合公園）である。四つ橋筋からあみだ池筋まで東西に細長い敷地を有し、中央を縦断するなにわ筋によって東園と西園に分かれる。

## 概要
かつての靱塩干魚市場の跡地にあたる。海部堀川（1951年埋立）沿いの靱塩干魚市場は干物や肥料にする干鰯などの海産物を全国から集めていたが、1931年の大阪市中央卸売市場の開場後に閉鎖され、1945年の大阪大空襲で一帯は焼け野原となった。
戦後、連合国軍最高司令官総司令部は南北幹線道路である四つ橋筋からあみだ池筋までの京町堀川（1955年埋立）と海部堀川に挟まれた細長い区域（当時の町名でいう靱北通と靱上通の大半に相当）約3万坪を接収し、占領軍の常用飛行場として靱飛行場を置いた。1952年の講和条約発効から2ヶ月後に飛行場敷地は大阪市へ返還され、戦災復興土地区画整理事業によって1955年に靱公園が開園した。また、同事業によって1959年に敷設されたなにわ筋によって、東園と西園に分かれるようになった。
開園に先立って1953年に靱庭球場が東園に開設され、翌1954年から1983年まで、東西相互開催だった全日本テニス選手権の会場として使用された。開園後の東園にはケヤキ並木も整備され、西園には靱蹴球場が開設された。
西園は1997年の第52回国民体育大会（なみはや国体）におけるテニス競技の会場として改修されることとなり、1994年頃に靱蹴球場が取り壊され（代替施設として1997年に鶴見緑地球技場が開設されている）、翌1995年に靱テニスセンターが開設された。靱テニスセンターは世界スーパージュニアテニス選手権大会をはじめ、国際的な大会の会場としても使用されている。
東園は2006年の第14回世界バラ会議大阪大会開催を前に改修されることとなり、靱庭球場はセンターコートが取り壊されてバラ園の一部に姿を変え、一般コートも9面から4面に規模が縮小された。
公園周辺は、1990年代後半から衣料店やカフェ、レストラン、パン屋や洋菓子店などが軒を連ねている。公園の北縁は京町堀川跡の中心線が境界となっているため、京町堀通の南側に建つビル群の南面と接しており、東園においては公園に直接面したカフェやバーが出店したり、バラ園では屋外結婚式が行われている。
公園の中央、なにわ筋沿いに楠永神社があり、大きなクスノキが目立つ。ここは古くからの神社でかつて海部堀川が横を流れており、靱市場の数少ない名残である。クスノキは戦後、飛行場建設の際に伐採されようとしたが、けが人やブルドーザーの故障が相次いだ。お祓いの際に神社の建物から白い蛇が出てきたことから「この木は神木なので切ってはいけない」という話になり今に残っている。
公園内に小説家・梶井基次郎の文学碑があり、「檸檬」の一節が刻まれている（1981年（昭和56年）に建立）。

## 施設

### 東園
- 靱庭球場（アンツーカーコート4面）
  - 一般コート4面
- ケヤキ並木
- バラ園
- 大阪科学技術館 - 園内ではなく隣接する大阪科学技術センタービル内にある。

### 西園
- 靱テニスセンター（ハードコート16面）
  - センターコート1面（観客席5000人）
  - サブ センターコート1面（観客席500人）
  - 一般コート14面
- 大阪市立靱地下駐車場

## 定例イベント
- 靱公園バラ祭（5月中旬）

バラ園中央で屋外コンサートなどが行われる
- 花と彫刻展（10月中旬～下旬）

バラ園、ケヤキ並木沿いに彫刻が展示される
- 植木市（随時）

四つ橋筋側の出口付近など

## アクセス
- Osaka Metro四つ橋線 本町駅、肥後橋駅
- Osaka Metro中央線・Osaka Metro千日前線 阿波座駅
- 京阪中之島線 中之島駅、渡辺橋駅

## 周辺情報
- 旧川口居留地
- 中之島
- 靱公園の住宅 - 安藤忠雄の後期代表作

## ギャラリー

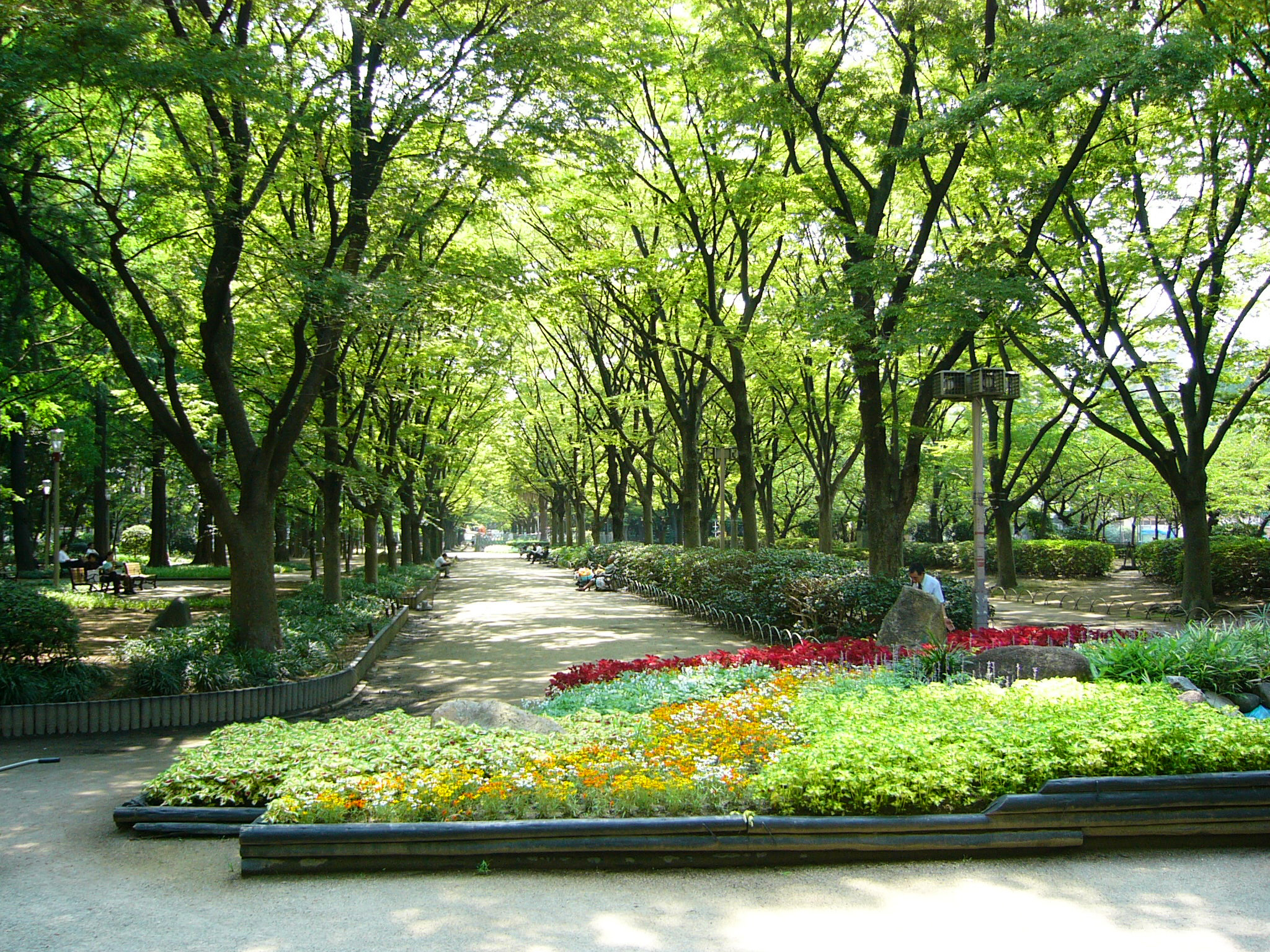
靱公園東口
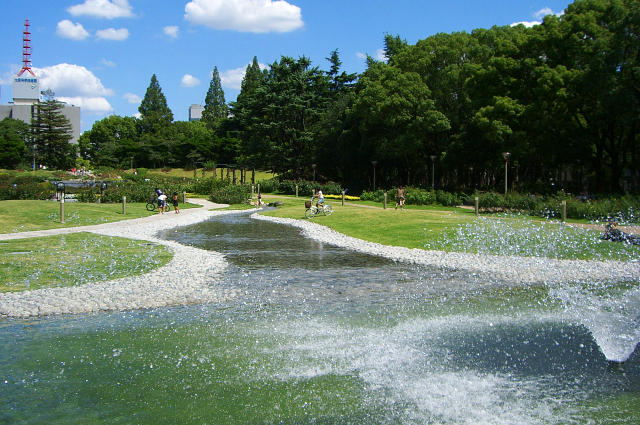
バラ園の噴水
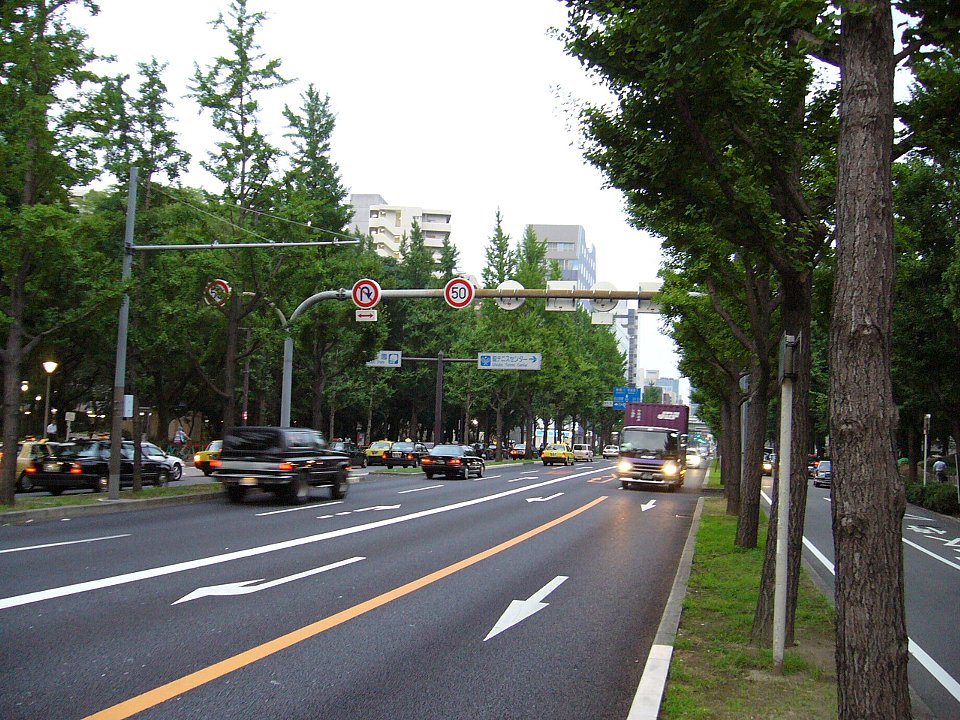
公園を貫くなにわ筋
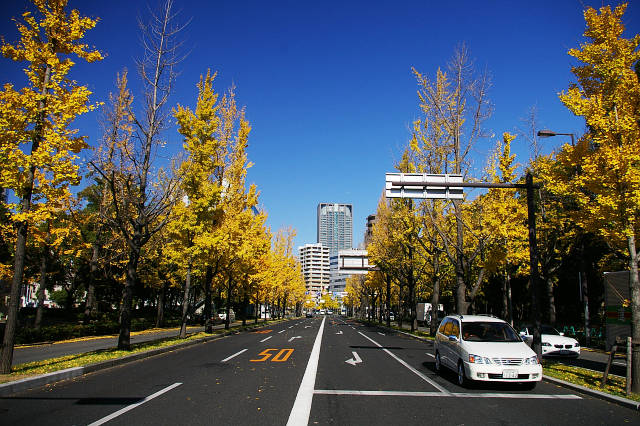
公園を貫くなにわ筋
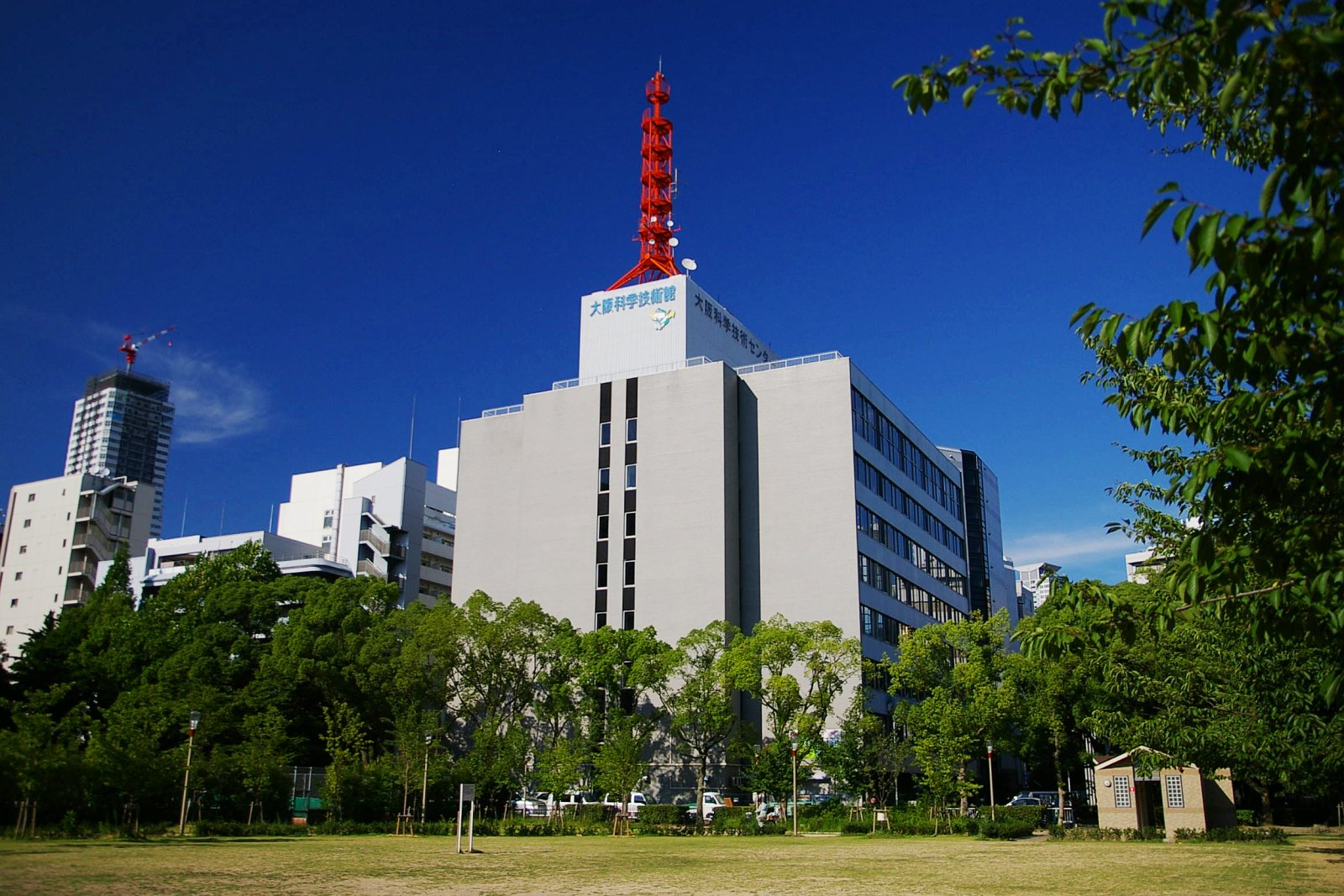
隣接する科学技術館